# ألف اختراع واختراع وعالم ابن الهيثم
ألف اختراع واختراع وعالَم ابن الهيثم هو فيلم صور متحركة من إنتاج عام 2015، هدفه تعليم العلوم، وهو الفيلم الأخير لعمر الشريف.
الفيلم من إنتاج مؤسسة سليم الحسني، وهي مؤسسة بريطانية تهدف إلى نشر إنجازات العصر الذهبي للإسلام.
أنتج الفيلم والمعرض ليتزامنا مع حملة الأمم المتحدة احتفالاً بالسنة الدولية للضوء التي أدارتها اليونسكو.
في الفيلم، يلعب الشريف دور رجل يساعد حفيدته في القيام بواجباتها المدرسية الصعبة المتعلّقة بابن الهيثم، عالم القرن الحادي عشر، الذي قدّم مساهمات كبيرة في مبادئ علم البصريات والإدراك البصري.